# ティアゴ・アポローニャ
- ティアゴ・アポローニャ
- ティアゴ・アポロニア

ティアゴ・アンドレ・バラタ・フェイオ・ペイショット・アポローニャ（Tiago André Barata Feio Peixoto Apolónia, 1986年7月28日 - ）は、ポルトガル・リスボン出身の卓球選手。

## 経歴
リスボン出身。
長年に渡ってポルトガルの卓球界を支え、マルコス・フレイタス、ジョアン・モンテイロとともに「ポルトガル三銃士」として知られる。
2019年の世界選手権ブダペスト大会ではジョアン・モンテイロとのダブルスで銅メダルを獲得した。
2008-2009シーズンから2012-2013シーズンにかけてドイツ・ブンデスリーガ1部のオクセンハウゼン（ドイツ語: TTF Liebherr Ochsenhausen）に所属していた。
2018-19シーズンはTリーグのT.T彩たまでプレー。
2019年4月、T.T彩たまとの契約を満了。
現在はブンデスリーガ1部のノイ・ウルムに所属している。

## プレースタイルなど
柔らかなボールタッチをしており、多彩な技術を持つ典型的なオールラウンドプレイヤー。フットワークを利かせた、威力のあるフォアハンドドライブが武器。
身体能力を活かしたフィッシュも上手で、後陣まで下げられたとしても守備範囲が広く、相手がミスをするまで粘り強く凌ぎ続ける。

## 戦歴
2000年
- ヨーロッパユース選手権　カデット　ダブルス準優勝

2003年
- 世界ジュニア選手権　ベスト16、ダブルス準優勝
- 世界ジュニアサーキット　ブラジル大会　優勝
- 世界ジュニアサーキット　マレーシア大会　準優勝

2004年
- ヨーロッパユース選手権　ジュニア　ダブルス優勝
- 世界ジュニア選手権　ダブルスベスト8

2006年
- ITTFプロツアー　ブラジルOP　ダブルス優勝

2008年
- ヨーロッパ選手権　ダブルス3位
- ITTFプロツアー　ポーランドOP　ダブルス3位

2010年
- ポルトガル選手権　優勝
- ITTFプロツアー　オーストリアOP　シングルス優勝（欧州チャンピオンティモ・ボルを破った）

2019年
- 世界選手権　ダブルス3位